# April 2009
Portal Geschichte | Portal Biografien | Aktuelle Ereignisse | Jahreskalender | Tagesartikel

◄ |
20. Jahrhundert |
21. Jahrhundert

◄ |
1970er |
1980er |
1990er |
2000er
| 2010er | 2020er | 2030er | ►

◄ |
2005 |
2006 |
2007 |
2008 |
2009
| 2010 | 2011 | 2012 | 2013 | ►

◄ |
Januar 2009 |
Februar 2009 |
März 2009 |
April 2009 |
Mai 2009 |
Juni 2009 |
Juli 2009 |
►
Dieser Artikel behandelt tagesbezogene Nachrichten und Ereignisse im April 2009.

## Tagesgeschehen

### Mittwoch, 1. April 2009

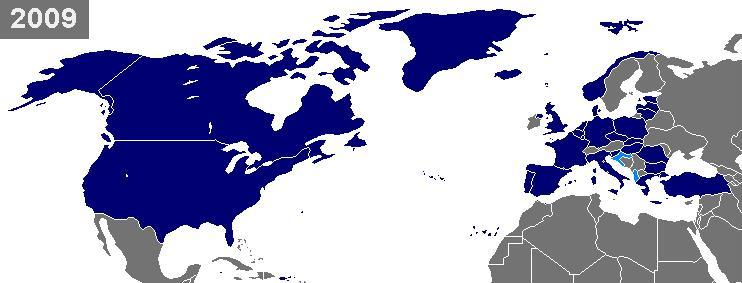
Ausdehnung der NATO

- Brüssel/Belgien: Albanien und Kroatien treten als 27. und 28. Mitgliedstaat dem Militärbündnis NATO bei.[1]
- Jerusalem/Israel: Die Knesset wählt Benjamin Netanjahu von der Partei Zusammenschluss zum Ministerpräsidenten.[2]
- London/Vereinigtes Königreich: Ein Hubschrauber stürzt auf dem Rückflug von einer BP-Plattform vor der Küste von Schottland ab, dabei sterben alle sechzehn Insassen.[3]
- Münster, Osnabrück/Deutschland: Die Garnison Osnabrück der Britischen Armee wird aufgelöst. Verbliebene Einheiten werden zurück ins Mutterland beordert.
- Stockholm/Schweden: Acht Jahre nach der ersten gleichgeschlechtlichen Zivileheschließung der Welt in den Niederlanden stellt auch das schwedische Parlament die eingetragenen Partnerschaften homosexueller Paare mit der Zivilehe gleich. Kinder adoptieren dürfen gleichgeschlechtliche Paare in Schweden seit Juni 2002.[4][5]

### Donnerstag, 2. April 2009
- Frankfurt am Main/Deutschland: Die Europäische Zentralbank senkt ihren Leitzins um 0,25 Prozent auf 1,25 Prozent. Finanzmärkte und Öffentlichkeit haben jedoch mit einem deutlicheren Schritt gerechnet.[6]
- London/Vereinigtes Königreich: Weltfinanzgipfel der G-20-Staaten zur Schaffung einer neuen Weltfinanzordnung.[7]

### Freitag, 3. April 2009
- Baden-Baden/Deutschland: Im Rahmen des NATO-Jubiläumsgipfels in Straßburg, Kehl und Baden-Baden besucht US-Präsident Barack Obama Deutschland.[8]
- Binghamton/Vereinigte Staaten: In einem Sozialzentrum bringt ein Geiselnehmer 20 bis 40 Menschen in seine Gewalt. Mindestens zwölf Menschen werden erschossen.[9]

### Samstag, 4. April 2009
- Hamburg/Deutschland: Piraten entführen mit dem Frachter MS Hansa Stavanger erneut ein deutsches Schiff vor Somalia.[10]
- Straßburg/Frankreich: Nach anfänglichem Widerstand der Türkei einigen sich die NATO-Staaten auf den dänischen Ministerpräsidenten Anders Fogh Rasmussen als neuen Generalsekretär. Er wird dieses Amt voraussichtlich am 1. August 2009 antreten.[11]

### Sonntag, 5. April 2009
- Chișinău/Moldau: Bei den Parlamentswahlen gewinnt die Regierungspartei PCRM mit 49,5 Prozent der Stimmen.[12]
- Kopenhagen/Dänemark: Der zukünftige NATO-Generalsekretär Anders Fogh Rasmussen erklärt seinen Rücktritt als dänischer Ministerpräsident und übergibt das Amt seinem Nachfolger Lars Løkke Rasmussen.[13]
- Pjöngjang/Nordkorea: Der Start einer nordkoreanischen Langstreckenrakete löst weltweit Proteste aus. Die Rakete von Typ Taepodong-2 soll nach nordkoreanischen Angaben einen Kommunikationssatelliten im All ausgesetzt haben. US-Streitkräfte erklären jedoch, es sei kein Objekt in den Orbit eingetreten.[14]
- Prag/Tschechische Republik: In einer Grundsatzrede kündigt US-Präsident Barack Obama konkrete Schritte für eine atomare Abrüstung an.[15]

### Montag, 6. April 2009
- Bagdad/Irak: Bei einer Serie von Autobombenexplosionen sterben mindestens 32 Menschen und über 110 weitere werden verletzt.[16]
- L’Aquila/Italien: Ein Erdbeben der Stärke 6,3 erschüttert die zentralitalienischen Abruzzen. Das Beben ereignet sich um 3:32 Uhr Ortszeit. Dabei kommen 294 Menschen ums Leben und 1.170 weitere werden verletzt. Rund 10.000 Gebäude werden stark beschädigt oder zerstört, wodurch 24.000 Menschen obdachlos werden.[17] Ein Erdbebenforscher hat das Beben mit einer umstrittenen Methode vorausgesehen.[18]

### Dienstag, 7. April 2009
- Landshut/Deutschland: Bei einer Schießerei im Landgericht der niederbayrischen Stadt sterben zwei Menschen und zwei weitere Menschen werden schwer verletzt. Der Täter befand sich in einem Erbschaftsstreitverhandlung, als er seine Schwägerin und anschließend sich selbst tötete.[19]
- Lima/Peru: Wegen des Einsatzes von Todesschwadronen wird der ehemalige peruanische Präsident Alberto Fujimori zu 25 Jahren Haft verurteilt.[20]

### Mittwoch, 8. April 2009
- Bangkok/Thailand: Zehntausende Anhänger des gestürzten ehemaligen thailändischen Ministerpräsidenten Thaksin Shinawatra kommen zu einer großen Kundgebung zusammen, um ihrer Forderung nach dem Rücktritt des amtierenden Ministerpräsidenten und der Auflösung des Parlaments Nachdruck zu verleihen.

### Donnerstag, 9. April 2009
- Algier/Algerien: Bei den Präsidentschaftswahlen wird Amtsinhaber Abd al-Aziz Bouteflika mit über 90 Prozent der Stimmen wiedergewählt.[21]
- Jakarta/Indonesien: Parlamentswahlen in Indonesien 2009
- Prag/Tschechische Republik: Jan Fischer, der bisherige Leiter der tschechoslowakischen Statistikbehörde, wird zum Regierungschef Tschechiens ernannt. Der Technokrat übernimmt damit den Posten des im März abgewählten Ministerpräsidenten Mirek Topolánek. „Sein Übergangskabinett soll am 9. Mai offiziell die Regierungsgeschäfte übernehmen“, meldet AFP.[22] Fischer wird damit Vorsitzender des Europäischen Rates während der tschechischen Ratspräsidentschaft, die noch bis zum 30. Juni 2009 andauert.
- Teheran/Iran: Präsident Mahmud Ahmadinedschad gibt die Eröffnung einer betriebsbereiten Fabrik bekannt, in der im industriellen Maßstab Urandioxid für Brennstäbe hergestellt werden kann. Dies rief Proteste westlicher Staaten hervor, welche die militärische Verwendung von Plutonium für Atomwaffensprengköpfe befürchten.[23]

### Freitag, 10. April 2009
- L’Aquila/Italien: Die Regierungsvertreter Italiens nehmen an der Messe und Trauerfeier für die mehr als 280 Erdbebenopfer teil.
- Rom/Italien: Am Kolosseum führt Papst Benedikt XVI. den Kreuzweg Christi.[24]

### Samstag, 11. April 2009
- Frankfurt am Main/Deutschland: Woolworth stellt beim Amtsgericht Frankfurt am Main einen Antrag auf Eröffnung eines Insolvenzverfahrens.[25]
- Pattaya/Thailand: Hunderte Demonstranten stürmen den Gipfel der ASEAN-Staaten in einem Konferenzhotel. Daraufhin wird der Gipfel abgebrochen und kurzzeitig der Notstand ausgerufen.[26]

### Sonntag, 12. April 2009
- Bangkok/Thailand: Aufgrund der anhaltenden Demonstrationen verhängt die thailändische Regierung den Ausnahmezustand und verbietet jede Versammlung von mehr als fünf Personen.

### Montag, 13. April 2009
- Kamień Pomorski/Polen: Bei einem Brand in einem als Obdachlosenheim genutzten ehemaligem Hotel kommen mindestens 21 Menschen ums Leben und 20 weitere werden verletzt.[27]

### Dienstag, 14. April 2009
- Berlin/Deutschland: Die Bundesministerin für Ernährung, Landwirtschaft und Verbraucherschutz Ilse Aigner verbietet die gentechnische veränderte Maissorte MON810.[28]
- Budapest/Ungarn: Gordon Bajnai wird durch ein konstruktives Misstrauensvotum gegen seinen Vorgänger, den Regierungschef Ferenc Gyurcsány vom Parlament in dieses Amt gewählt.[29]
- Kloten/Schweiz: Durch einen Sieg im letzten Spiel der Final-Playoffs gegen die Kloten Flyers sichert sich der HC Davos zum 29. Mal den Schweizer Eishockey-Meistertitel.
- Pjöngjang/Nordkorea: Nach der internationalen Kritik am nordkoreanischen Raketentest vom 5. April kündigt die Regierung die Wiederaufnahme des Kernwaffenprogramms an und beendet die Zusammenarbeit mit der IAEO.[30]

### Mittwoch, 15. April 2009
- Berlin/Deutschland: Die Eisbären Berlin gewinnen durch einen Sieg gegen die DEG Metro Stars im vierten Spiel des Finales der Deutschen Eishockey Liga zum vierten Mal innerhalb von fünf Jahren die Deutsche Eishockey-Meisterschaft.

### Donnerstag, 16. April 2009
- Moskau/Russland: Zehn Jahre nach dem Ausbruch des Zweiten Tschetschenienkriegs erklärt Präsident Dmitri Medwedew die russische Antiterroroperation in Tschetschenien für beendet.[31]
- Neu-Delhi/Indien: Der Beginn der Parlamentswahl wird von mehreren Anschlägen überschattet, dabei kommen mindestens 17 Menschen ums Leben.[32]

### Freitag, 17. April 2009
- Dschalalabad/Afghanistan: Zwei Erdbeben der Stärke 5,5 und 5,1 erschüttern den Osten des Landes, dabei sterben mindestens 21 Menschen.[33]

### Samstag, 18. April 2009
- Islamabad/Pakistan: Ein Selbstmordattentäter reißt im Nordwesten des Landes mindestens 27 Menschen, überwiegend Sicherheitskräfte, mit sich in den Tod.[34]

### Sonntag, 19. April 2009
- Lefkoşa/Zypern: Die konservative bisherige Oppositionspartei Nationale Einheitspartei, geführt von Derviş Eroğlu, gewinnt die Mehrheit der Sitze in der Versammlung der Republik Nordzypern, welche nach wie vor nicht von den Vereinten Nationen anerkannt ist.[35]

### Montag, 20. April 2009
- Genf/Schweiz: Beginn der vierten Weltkonferenz gegen Rassismus, welche wegen antiisraelischer Beschlüsse beim Vorgängertreffen von mehreren Staaten boykottiert wird.[36] Der iranische Präsident Mahmud Ahmadinedschad sorgt mit seiner antiisraelischen Rede bei der UN-Konferenz für einen Eklat, woraufhin mehrere Delegierte aus Protest das Plenum verlassen.[37]
- Port of Spain/Trinidad und Tobago: Beim fünften Amerika-Gipfel der OAS spricht sich US-Präsident Obama für einen Neuanfang der Beziehungen zu Kuba aus.[38]
- Redwood Shores / Vereinigte Staaten:Der US-Computerkonzern Oracle kauft Sun Microsystems.[39]

### Dienstag, 21. April 2009

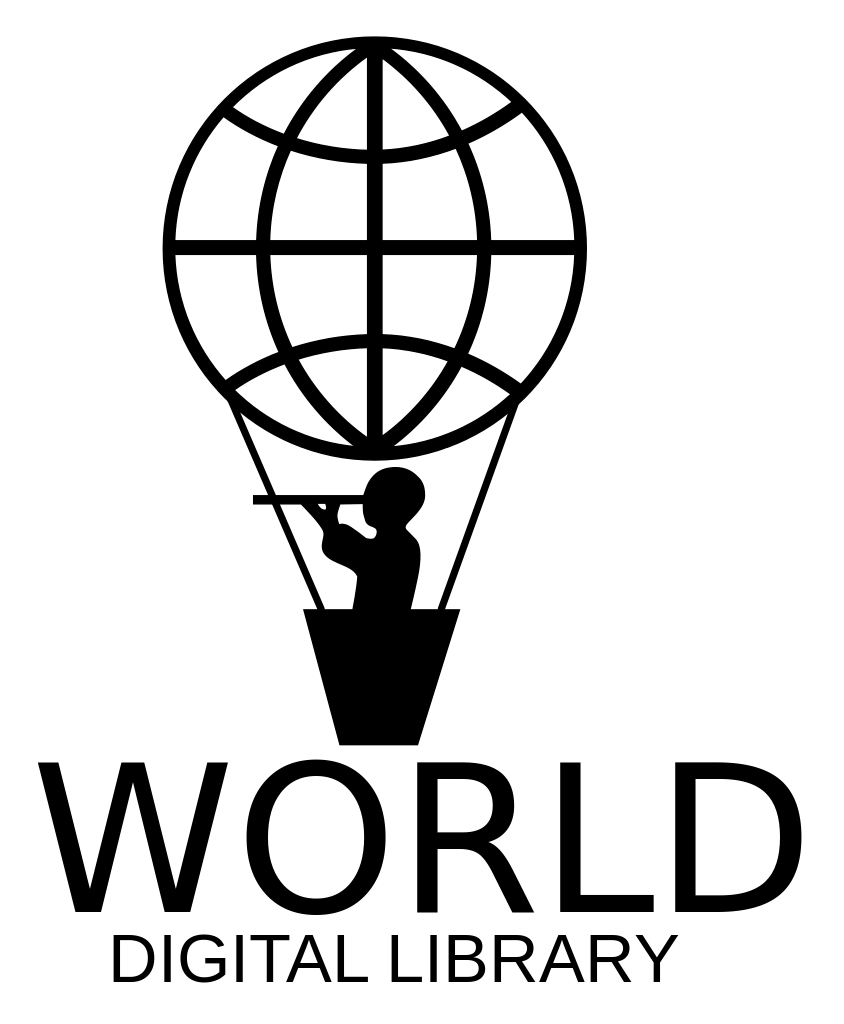
Logo der Digital Library

- Deutschland: Das Mobilfunknetz von T-Mobile bricht aufgrund eines Software-Fehlers für mehrere Stunden zusammen.[40]
- Paris/Frankreich: Die UNESCO und der Library of Congress geben die digitale Bibliothek World Digital Library für die Allgemeinheit frei.[41]
- Sri Lanka: Im Bürgerkrieg in Sri Lanka stoßen Regierungstruppen tief in das Rückzugsgebiet der LTTE vor. Dabei konnten sich bisher etwa 80.000 Menschen in Sicherheit bringen.[42]

### Mittwoch, 22. April 2009
- Pretoria/Südafrika: Beginn der Parlamentswahlen.[43]

### Donnerstag, 23. April 2009

Logo der Bundesgartenschau

- Schwerin/Deutschland: Die 30. Bundesgartenschau wird eröffnet. Sie ist dem Gartenbau der späten Barockzeit gewidmet.[44]

### Freitag, 24. April 2009
- Berlin/Deutschland: Das Arbeitnehmer-Entsendegesetz tritt in Kraft und der Bundestag verabschiedet das Gendiagnostikgesetz.[45]
- Berlin/Deutschland: Bei der Verleihung des Deutschen Filmpreises wird Florian Gallenbergers Drama John Rabe als bester Spielfilm ausgezeichnet.[46]
- Dortmund/Deutschland: Dortmund erhält bei der Entscheidung über den Standort des Deutschen Fußballmuseums den Vorzug gegenüber Gelsenkirchen.[47]
- Mexiko-Stadt/Mexiko: Ein als „Schweinegrippe“ bezeichneter, epidemieartiger Ausbruch von Influenza A/H1N1 fordert erste Todesopfer.[48]

### Samstag, 25. April 2009
- Reykjavík/Island: Bei den Isländischen Parlamentswahlen gewinnt die Koalition der sozialdemokratischen Allianz unter Jóhanna Sigurðardóttir und der Partei Links-Grüne Bewegung unter Steingrímur J. Sigfússon. Erstmals seit der Staatsgründung Islands erreichte die Linke die absolute Mehrheit der Sitze im Althing.[49]

### Sonntag, 26. April 2009
- Berlin/Deutschland: Der Volksentscheid Pro Reli wird mit 48,5 Prozent Ja-Stimmen zu 51,3 Prozent Nein-Stimmen und 0,2 Prozent ungültigen Stimmen abgelehnt. Die Beteiligung lag bei 29,2 Prozent der Stimmberechtigten.[50]
- Deutschland: Als Entschädigung für den Netzausfall vom Dienstag können rund 40 Millionen T-Mobile-Kunden kostenlos SMS versenden.[51]
- Quito/Ecuador: Bei den Parlaments- und Präsidentschaftswahlen gewinnt der amtierende Präsident Rafael Correa.[52]

### Montag, 27. April 2009

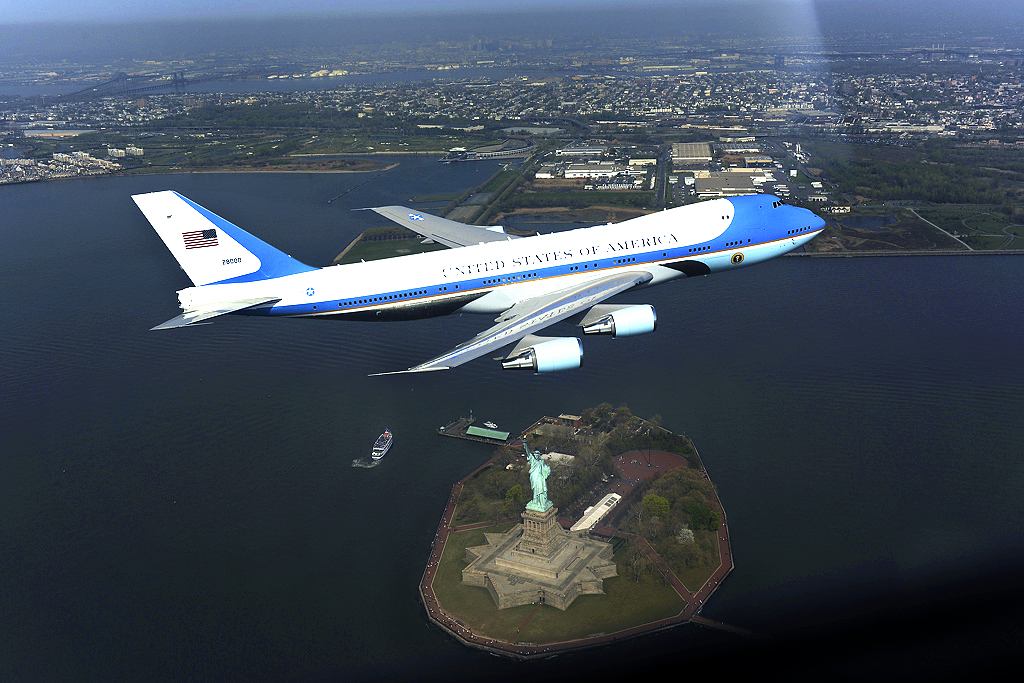
Air Force One, Freiheitsstatue

- Andorra la Vella/Andorra: Die bisherige Oppositionspartei Partit Socialdemòcrata gewinnt die Parlamentswahlen.[53]
- München/Deutschland: Jürgen Klinsmann wird als Trainer des FC Bayern München mit sofortiger Wirkung entlassen. Sein Nachfolger wird Jupp Heynckes.
- New York / Vereinigte Staaten: Die Air Force One versetzt viele Menschen in Angst und Schrecken, als sie im Tiefflug und in Begleitung eines Mehrzweckkampfflugzeugs über die Upper New York Bay fliegt. Die Streitkräfte der Vereinigten Staaten führen den Tiefflug durch, um Manhattan und Liberty Island als Fotomotive zu nutzen.[54]

### Dienstag, 28. April 2009

Albanien und die Europäische Union

- Prag/Tschechische Republik: Albaniens Ministerpräsident Sali Berisha überreicht dem EU-Ratspräsidenten Mirek Topolánek den Beitrittsantrag zur Mitgliedschaft in der Europäischen Union.[55]

### Mittwoch, 29. April 2009
- Berlin/Deutschland, Genf/Schweiz, Houston/Vereinigte Staaten: Die Bundesrepublik meldet die ersten Schweinegrippe-Patienten der neuerlichen globalen Erkrankungswelle. Die Weltgesundheitsorganisation erhöht die Alarmstufe auf 5, eine Stufe unter der Klassifizierung als Pandemie. In Texas stirbt der erste Patient außerhalb Mexikos an einer Infektion mit dem Influenza-A-Virus H1N1. Aktuell werden 65 Schweinegrippe-Patienten in den Vereinigten Staaten gezählt.[56][57]

### Donnerstag, 30. April 2009
- Apeldoorn/Niederlande: Bei der Parade zum Königinnentag rast ein Amokfahrer mit einem PKW in die Menschenmenge und tötet dabei sechs Menschen, sich selbst und verletzt weitere.[58]
- Baku/Aserbaidschan: Bei einem Terroranschlag an der Staatlichen Ölakademie werden 12 Menschen von einem Amokläufer getötet und etwa zehn weitere verletzt, bevor sich der Angreifer selbst tötet. Unter den Toten ist auch der Schachkomponist Məcnun Vahidov.[59]
- New York/Vereinigte Staaten: Am Konkursgericht der Vereinigten Staaten meldet der Kfz-Hersteller Chrysler aus Auburn Hills Zahlungsunfähigkeit nach Chapter 11 des US-Insolvenzrechts an. Der italienische Konzern Fiat gibt seinen Einstieg bei Chrysler bekannt.[60][61]

## Weblinks

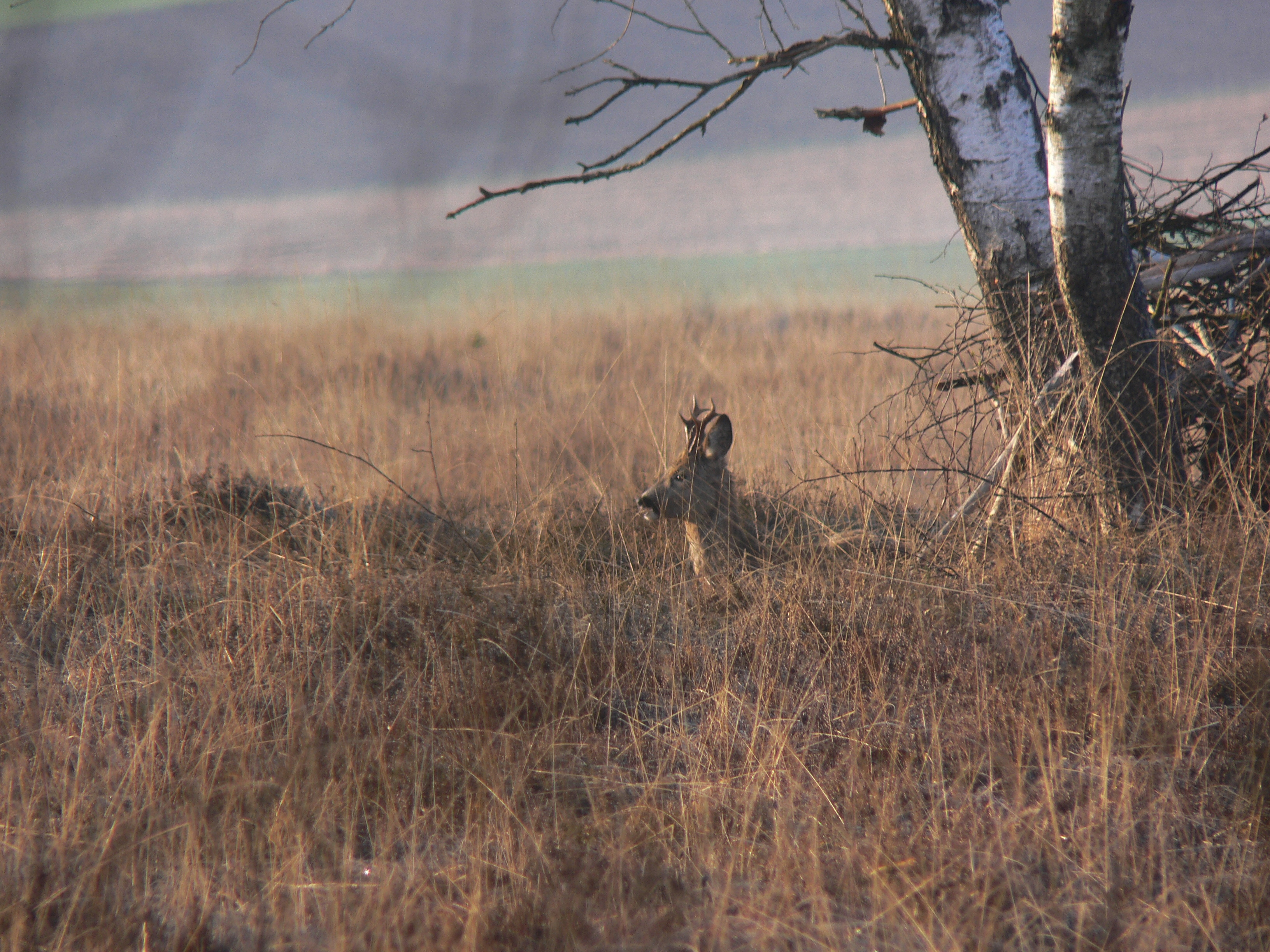
Oberösterreich im April 2009